# 梅林庫埃
33°39′S 61°27′W / 33.650°S 61.450°W

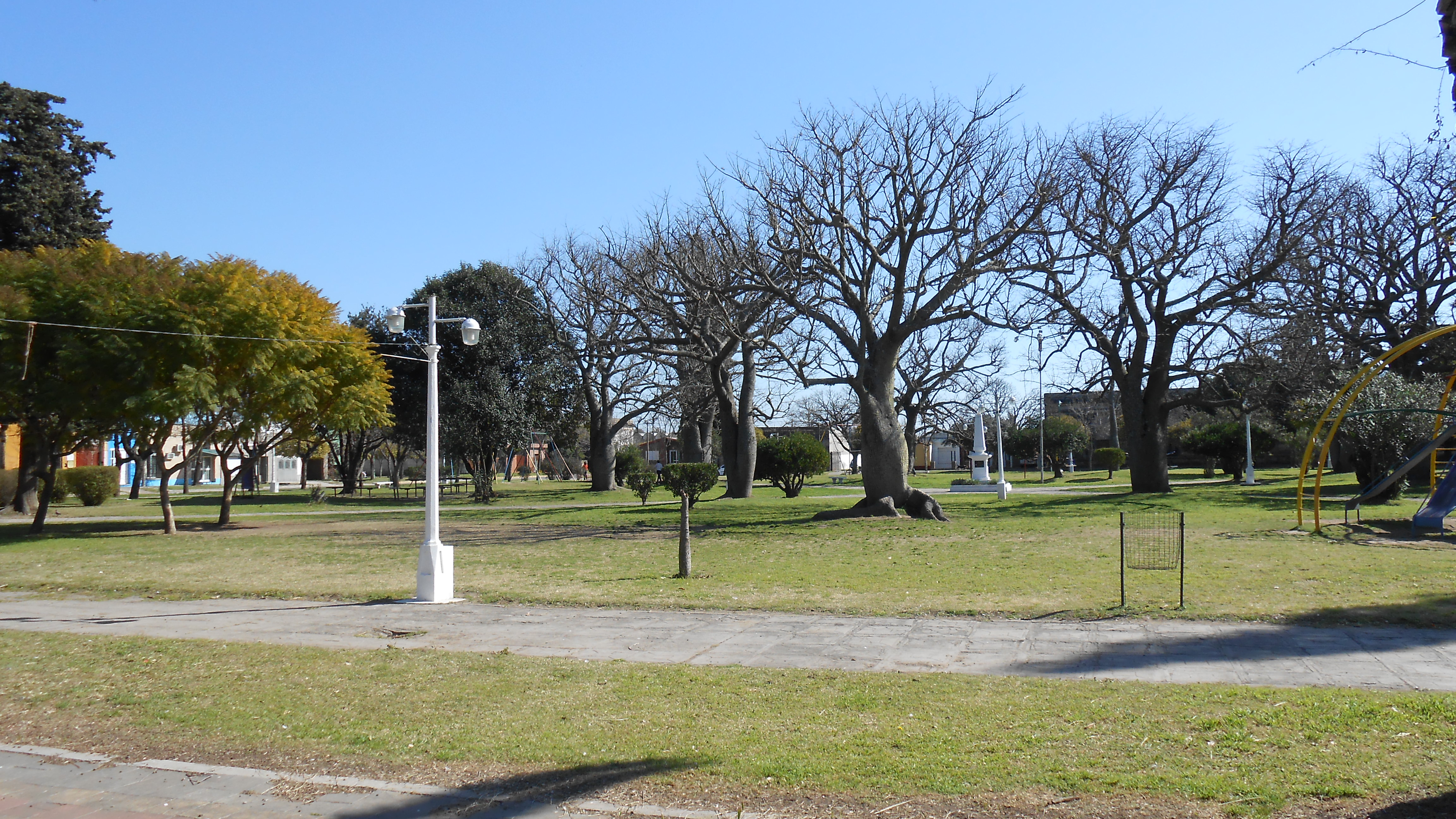
梅林庫埃

梅林庫埃（西班牙語：Melincué），是阿根廷的城鎮，位於該國東北部聖大非省，是洛佩茲將軍縣的首府，始建於1777年，面積277平方公里，海拔高度87米，2010年人口2,237，人口密度每平方公里0.01人。